# Bobby Baccalieri
Robert "Bobby Baccalà" Baccalieri, Jr., interpretato da Steve Schirripa, è uno dei personaggi principali della serie televisiva I Soprano. È un caporegime della Famiglia DiMeo e cognato del boss Tony Soprano.
Inserito nella serie a partire dalla stagione 2, è divenuto ben presto uno dei beniamini del pubblico: fino alla prima parte della stagione 6 è stato l'aiutante del vecchio zio Junior.

## Biografia
Figlio di Bobby Baccalieri Sr., anziano ma ancora importante esponente della Famiglia DiMeo, Bobby rappresenta un'eccezione all'interno dell'organizzazione malavitosa: non è un gangster come gli altri, non lo si vede in particolari azioni cruente (tranne qualche scazzottata di gruppo), e fino all'ultima stagione non ha mai commesso un omicidio (e lo fa solo perché costretto da Tony).
È un personaggio del quale vengono evidenziati principalmente due aspetti: il lato umoristico (accentuato anche dall'imponente stazza e il volto bonaccione di Steve Schirripa) e l'aspetto umano: raramente Bobby si lascia andare a un linguaggio volgare, come gli altri mafiosi della serie, ed è un marito fedele e premuroso.
Il lato umoristico è particolarmente evidenziato nelle situazioni in cui Bobby viene messo alla berlina dagli altri affiliati: in particolare quando è costretto a vestirsi da Babbo Natale per l'annuale dispensa di regali ai bimbi del quartiere (ep. 36) e quando, svegliato nel cuore della notte, si veste da provetto cacciatore per andar a recuperare Paulie e Chris dispersi nei boschi (ep. 37).
Il lato umano di Bobby si rivela esteriormente nei lutti dopo la morte del padre e di Karen, l'amatissima moglie, perita in un incidente stradale (ep. 42): Bobby è incapace di reagire e non si dà pace, commettendo anche gesti inconsulti e irrazionali (arriva al punto di comprare una torta e seppellirla sulla tomba della moglie, il giorno del compleanno di Karen, ep. 50). È il momento in cui viene circuito da Janice, che approfitta della sua fragilità per entrare nella sua vita e in quella dei figli, in modo subdolo e ipocrita. Da lì in avanti, questo aspetto del personaggio ha il sopravvento e si assiste a una progressiva omologazione di Bobby alle vicende degli altri personaggi: è preoccupato per i soldi, per l'educazione dei figli (con Janice avrà anche una bambina, Nica), va in contrasto con altri membri della Famiglia (in particolare con Paulie). Viene sempre preso in giro da Tony, perché visto come troppo buono. Alla festa di compleanno di Tony, dopo essere stato eccessivamente provocato dal primo, aggredisce Tony e nella scazzottata Baccalieri ha la meglio. Per Tony averle prese è stata dura da accettare, ma dopo essersi vendicato commissionando a Bobby un omicidio (non aveva mai ucciso nessuno), inizia a rispettarlo di più come persona e come dipendente, coinvolgendolo anche nelle decisioni assieme a Silvio.

## The Blue Comet
Anche Bobby, come Paulie, Chris e Hesh, vede la sua fedeltà messa a dura prova nei primi episodi della stagione 6: Tony già lo riteneva responsabile dell'attentato commesso da zio Junior che quasi gli costava la vita (Bobby non era a casa dell'anziano, come avrebbe dovuto, ma stava giocando coi trenini elettrici, la sua grande passione, ep. 66).
Dopo la furibonda lite sulla casa al lago dei Baccalieri (ep. 78), il boss, volendo vendicarsi di lui, gli commissiona un'esecuzione: Bobby è così costretto a recarsi a Montréal per far fuori uno sconosciuto, dopo un accordo d'affari con importatori canadesi di medicinali illegali.
La relazione con Janice mette Bobby nelle condizioni di salire la scala gerarchica dei DiMeo: alla fine della serie, Bobby è di certo il “numero tre” della Famiglia, dopo Tony e Silvio.
È infatti uno dei tre bersagli dei Lupertazzi dopo l'ordine di esecuzione impartito da Phil Leotardo e Bobby è l'unico personaggio che di certo viene fatto fuori (Silvio, colpito durante una sparatoria fuori dal Bada Bing, rimane in coma e il suo destino non è rivelato, mentre di Tony non si sa nulla di certo).
Mandanti del suo omicidio sono Albie Cianflone e Butch DeConcini, che organizzano l'agguato fatale: recatosi in un negozio di giocattoli per acquistare il trenino elettrico chiamato “Blue Comet”, Bobby è raggiunto da due sicari dei Lupertazzi che lo freddano senza pietà, senza nemmeno dargli il tempo di estrarre un'arma per difendersi.